# Herb gminy Baruchowo
Herb gminy Baruchowo – symbol gminy Baruchowo.

## Wygląd i symbolika
Herb przedstawia na tarczy dwudzielnej w słup z lewej strony złoty kłos (symbol rolnictwa), a pod nim trzy półkule – żółta, brązowa i zielona (symbolizujące ziemię). Z prawej strony na tle barw narodowych – białych i czerwonych znajduje się połowa dębu. 